# Seznam dílů seriálu Malý Sheldon
Toto je seznam dílů seriálu Malý Sheldon. Americký komediální televizní seriál Malý Sheldon měl premiéru 25. září 2017 na stanici CBS.

## Přehled řad
| Řada | Díly | Premiéra v USA    | Premiéra v USA  | Premiéra v ČR                                      | Premiéra v ČR                                    |
| Řada | Díly | První díl         | Poslední díl    | První díl                                          | Poslední díl                                     |
| ---- | ---- | ----------------- | --------------- | -------------------------------------------------- | ------------------------------------------------ |
| 1    | 22   | 25. září 2017     | 10. května 2018 | 15. července 2018                                  | 26. srpna 2018                                   |
| 2    | 22   | 24. září 2018     | 16. května 2019 | 25. září 2018 (HBO GO) 4. listopadu 2018 (HBO 3)   | 17. května 2019 (HBO GO) 16. června 2019 (HBO 3) |
| 3    | 21   | 26. září 2019     | 30. dubna 2020  | 27. září 2019 (HBO GO) 9. listopadu 2019 (HBO 3)   | 1. května 2020 (HBO GO) 23. května 2020 (HBO 3)  |
| 4    | 18   | 5. listopadu 2020 | 13. května 2021 | 6. listopadu 2020 (HBO GO) 20. března 2021 (HBO 3) | 14. května 2021 (HBO GO) 7. srpna 2021 (HBO 3)   |
| 5    | 22   | 7. října 2021     | 19. května 2022 | 8. října 2021 (HBO GO)                             | 20. května 2022 (HBO GO)                         |
| 6    | 22   | 29. září 2022     | 18. května 2023 | 30. září 2022                                      | 19. května 2023                                  |
| 7    | 14   | 15. února 2024    | 16. května 2024 | 16. února 2024                                     | 17. května 2024                                  |

## Seznam dílů

### První řada (2017–2018)
| Č. v seriálu | Č. v řadě | Původní název                                              | Český název                                             | Režie           | Scénář | Premiéra v USA     | Premiéra v ČR     | Produkční kód |
| ------------ | --------- | ---------------------------------------------------------- | ------------------------------------------------------- | --------------- | --- | ------------------ | ----------------- | ------------- |
| 1            | 1         | Pilot                                                      | Pilot                                                   | Jon Favreau     | Chuck Lorre a Steve Molaro                                                                                | 25. září 2017      | 15. července 2018 | T12.15551     |
| 2            | 2         | Rockets, Communists, and the Dewey Decimal System          | Rakety, komunisté a Deweyova desetinná soustava         | Michael Zinberg | Chuck Lorre a Steven Molaro                                                                               | 2. listopadu 2017  | 15. července 2018 | T12.15552     |
| 3            | 3         | Poker, Faith, and Eggs                                     | Poker, víra a vajíčka                                   | Michael Zinberg | námět: Damir Konjicija a Dario Konjicija Faberman scénář: Chuck Lorre a Steven Molaro                     | 9. listopadu 2017  | 15. července 2018 | T12.15553     |
| 4            | 4         | A Therapist, a Comic Book, and a Breakfast Sausage         | Terapeut, komiks a snídaňová klobása                    | Jaffar Mahmood  | námět: Chuck Lorre a Steven Molaro scénář: Rob Ulin a Dave Bickel                                         | 16. listopadu 2017 | 22. července 2018 | T12.15554     |
| 5            | 5         | A Solar Calculator, a Game Ball, and a Cheerleader's Bosom | Solární kalkulačka, trofej a poprsí roztleskávačky      | Chris Koch      | námět: Chuck Lorre a Steven Molaro scénář: Damir Konjicija a Dario Konjicija                              | 23. listopadu 2017 | 22. července 2018 | T12.15555     |
| 6            | 6         | A Patch, a Modem, and a Zantac®                            | Nášivka, modem a Zantac                                 | Don Scardino    | námět: Chuck Lorre a Steven Molaro scénář: Anthony Gioe a Nick Mandernach                                 | 30. listopadu 2017 | 22. července 2018 | T12.15556     |
| 7            | 7         | A Brisket, Voodoo, and Cannonball Run                      | Bůček, vúdú a tajný závod                               | Mark Cendrowski | námět: Nick Bakay scénář: Chuck Lorre a Steven Molaro                                                     | 7. prosince 2017   | 29. července 2018 | T12.15557     |
| 8            | 8         | Cape Canaveral, Schrödinger's Cat, and Cyndi Lauper's Hair | Mys Canaveral, Shrodingerova kočka a vlasy Cyndi Lauper | Howie Deutch    | námět: Chuck Lorre a Steven Molaro scénář: David Bickel                                                   | 14. prosince 2017  | 29. července 2018 | T12.15558     |
| 9            | 9         | Spock, Kirk, and Testicular Hernia                         | Kirk, Spock a tříselná kýla                             | Peter Lauer     | Chuck Lorre a Steven Molaro                                                                               | 21. prosince 2017  | 29. července 2018 | T12.15559     |
| 10           | 10        | An Eagle Feather, a String Bean, and an Eskimo             | Orlí pírko, fazolový lusk a folkový šlágr               | Rebecca Asher   | námět: Chuck Lorre a Steven Molaro scénář: Rob Ulin a David Bickel                                        | 4. ledna 2018      | 5. srpna 2018     | T12.15560     |
| 11           | 11        | Demons, Sunday School, and Prime Numbers                   | Démoni, nedělní škola a prvočísla                       | Howie Deutch    | námět: Chuck Lorre a Steven Molaro scénář: Chuck Lorre, Steven Molaro a Eric Kaplan                       | 11. ledna 2018     | 5. srpna 2018     | T12.15561     |
| 12           | 12        | A Computer, a Plastic Pony, and a Case of Beer             | Počítač, umělohmotný poník a bedna piv                  | Richie Keen     | námět: Chuck Lorre a Steven Molaro scénář: Chuck Lorre, Steven Molaro a Tara Hernandez                    | 18. ledna 2018     | 5. srpna 2018     | T12.15562     |
| 13           | 13        | A Sneeze, Detention, and Sissy Spacek                      | Kýchnutí, trest a Sissy Spacek                          | Howie Deutch    | námět: Chuck Lorre a Steven Molaro scénář: Eric Kaplan a Jeremy Howe                                      | 1. února 2018      | 12. srpna 2018    | T12.15563     |
| 14           | 14        | Potato Salad, a Broomstick, and Dad's Whiskey              | Bramborový salát, násada a tátova whiskey               | Howie Deutch    | Chuck Lorre, Steven Molaro a Tara Hernandez                                                               | 1. března 2018     | 12. srpna 2018    | T12.15564     |
| 15           | 15        | Dolomite, Apple Slices, and a Mystery Woman                | Dolomit, jablíčko a záhadná žena                        | Mark Cendrowski | námět: Chuck Lorre a Steven Molaro scénář: Chuck Lorre, Steven Molaro a Tara Hernandez                    | 8. března 2018     | 12. srpna 2018    | T12.15565     |
| 16           | 16        | Killer Asteroids, Oklahoma, and a Frizzy Hair Machine      | Smrtící asteroidy, Oklahoma a zježené vlasy             | Howie Deutch    | námět: Chuck Lorre a Steven Molaro scénář: Steven Molaro                                                  | 29. března 2018    | 19. srpna 2018    | T12.15566     |
| 17           | 17        | Jiu-Jitsu, Bubble Wrap, and Yoo-Hoo                        | Jiu-Jitsu, bublinková fólie a čoko mlíko                | Jaffar Mahmood  | námět: Chuck Lorre a Steven Molaro scénář: Tara Hernandez a Jeremy Howe                                   | 5. dubna 2018      | 19. srpna 2018    | T12.15567     |
| 18           | 18        | A Mother, A Child, and a Blue Man's Backside               | Matka, dítě a pozadí modrého ničemy                     | Jaffar Mahmood  | námět: Chuck Lorre, Steven Molaro a Teagan Wall scénář: David Bickel, Damir Konjicija a Dario Konjicija   | 12. dubna 2018     | 19. srpna 2018    | T12.15568     |
| 19           | 19        | Gluons, Guacamole, and the Color Purple                    | Gluony, guacamole a fialová                             | Alex Reid       | Chuck Lorre, Steven Molaro a Tara Hernandez                                                               | 19. dubna 2018     | 26. srpna 2018    | T12.15569     |
| 20           | 20        | A Dog, A Squirrel, and a Fish Named Fish                   | Pes, veverka a rybička Rybička                          | Jaffar Mahmood  | námět: Damir Konjicija, Dario Konjicija a Teagan Wall scénář: Chuck Lorre, Steven Molaro a David Bickel   | 26. dubna 2018     | 26. srpna 2018    | T12.15570     |
| 21           | 21        | Summer Sausage, a Pocket Poncho, and Tony Danza            | Suchá klobása, pláštěnka a Tony Danza                   | Alex Reid       | námět: Steven Molaro, Eric Kaplan a Stacey Pulwer scénář: Chuck Lorre, Tara Hernandez a Connor Kilpatrick | 3. května 2018     | 26. srpna 2018    | T12.15571     |
| 22           | 22        | Vanilla Ice Cream, Gentleman Callers, and a Dinette Set    | Vanilková zmrzlina, nápadníci a jídelní sestava         | Jaffar Mahmood  | námět: Jeremy Howe, Damir Konjicija a Dario Konjicija scénář: Chuck Lorre, Steven Molaro a Eric Kaplan    | 10. května 2018    | 26. srpna 2018    | T12.15572     |

### Druhá řada (2018–2019)
| Č. v seriálu | Č. v řadě | Původní název                                         | Český název                                      | Režie                | Scénář | Premiéra v USA     | Premiéra v ČR                                         | Produkční kód |
| ------------ | --------- | ----------------------------------------------------- | ------------------------------------------------ | -------------------- | --- | ------------------ | ----------------------------------------------------- | ------------- |
| 23           | 1         | A High-Pitched Buzz and Training Wheels               | Pronikavé bzučení a balanční kolečka             | Jaffar Mahmood       | námět: Chuck Lorre a Steven Molaro scénář: David Bickel, Eric Kaplan a Jeremy Howe                         | 24. září 2018      | 25. září 2018 (HBO GO) 4. listopadu 2018 (HBO 3)      | T12.16053     |
| 24           | 2         | A Rival Prodigy and Sir Isaac Neutron                 | Geniální protivník a Sir Isaac Neutron           | Mark Cendrowski      | námět: Chuck Lorre, Steven Molaro a David Bickel scénář: Damir Konjicija, Dario Konjicija a Tara Hernandez | 27. září 2018      | 28. září 2018 (HBO GO) 11. listopadu 2018 (HBO 3)     | T12.16052     |
| 25           | 3         | A Crisis of Faith and Octopus Aliens                  | Krize víry a chapadlová rasa                     | Jaffar Mahmood       | námět: Chuck Lorre, David Bickel a Eric Kaplan scénář: Steven Molaro, Maria Ferrari a Jeremy Howe          | 4. října 2018      | 5. října 2018 (HBO GO) 18. listopadu 2018 (HBO 3)     | T12.16051     |
| 26           | 4         | A Financial Secret and Fish Sauce                     | Finanční tajemství a rybí omáčka                 | Jonathan Judge       | námět: Chuck Lorre, David Bickel a Jeremy Howe scénář: Steven Molaro, Damir Konjicija a Dario Konjicija    | 11. října 2018     | 12. října 2018 (HBO GO) 25. listopadu 2018 (HBO 3)    | T12.16054     |
| 27           | 5         | A Research Study and Czechoslovakian Wedding Pastries | Vědecká studie a československé svatební cukroví | Jude Weng            | námět: Steven Molaro, Damir Konjicija a Dario Konjicija scénář: Chuck Lorre, David Bickel a Eric Kaplan    | 18. října 2018     | 19. října 2018 (HBO GO) 2. prosince 2018 (HBO 3)      | T12.16055     |
| 28           | 6         | Seven Deadly Sins and a Small Carl Sagan              | Sedm smrtelných hříchů a malý Carl Sagan         | Chris Koch           | námět: Chuck Lorre, David Bickel a Jeremy Howe scénář: Chuck Lorre, Eric Kaplan a Connor Kilpatrick        | 25. října 2018     | 26. října 2018 (HBO GO) 9. prosince 2018 (HBO 3)      | T12.16056     |
| 29           | 7         | Carbon Dating and a Stuffed Raccoon                   | Uhlíková metoda datování a vycpaný mýval         | Rebecca Asher        | námět: Chuck Lorre, Damir Konjicija a Dario Konjicija scénář: Steven Molaro, Eric Kaplan a Tara Hernandez  | 1. listopadu 2018  | 2. listopadu 2018 (HBO GO) 16. prosince 2018 (HBO 3)  | T12.16057     |
| 30           | 8         | An 8-Bit Princess and a Flat Tire Genius              | Osmibitová princezna a génius na píchlá kola     | Jaffar Mahmood       | námět: Chuck Lorre, Damir Konjicija a Dario Konjicija scénář: Steven Molaro, David Bickel a Tara Hernandez | 8. listopadu 2018  | 9. listopadu 2018 (HBO GO) 23. prosince 2018 (HBO 3)  | T12.16058     |
| 31           | 9         | Family Dynamics and a Red Fiero                       | Rodinná dynamika a Pontiac Fiero                 | Alex Reid            | námět: Steven Molaro, Maria Ferrari a Tara Hernandez scénář: Chuck Lorre, Eric Kaplan a Jeremy Howe        | 15. listopadu 2018 | 16. listopadu 2018 (HBO GO) 30. prosince 2018 (HBO 3) | T12.16059     |
| 32           | 10        | A Stunted Childhood and a Can of Fancy Mixed Nuts     | Zakrnělé dětství a luxusní konzerva oříšků       | Rebecca Asher        | Chuck Lorre, Steven Molaro a Tara Hernandez                                                                | 6. prosince 2018   | 7. prosince 2018 (HBO GO) 10. února 2019 (HBO 3)      | T12.16060     |
| 33           | 11        | A Race of Superhumans and a Letter to Alf             | Rasa superlidí a dopis Alfovi                    | Jaffar Mahmood       | námět: Tara Hernandez, Damir Konjicija a Dario Konjicija scénář: Chuck Lorre, Steven Molaro a Eric Kaplan  | 3. ledna 2019      | 4. ledna 2019 (HBO GO) 17. února 2019 (HBO 3)         | T12.16061     |
| 34           | 12        | A Tummy Ache and a Whale of a Metaphor                | Břichobol a pořádný kus metafory                 | Mark Cendrowski      | námět: Chuck Lorre a Steven Molaro scénář: Tara Hernandez, Jeremy Howe a Connor Kilpatrick                 | 10. ledna 2019     | 11. ledna 2019 (HBO GO) 24. února 2019 (HBO 3)        | T12.16062     |
| 35           | 13        | A Nuclear Reactor and a Boy Called Lovely             | Nukleární reaktor a nic moc přezdívka            | Chris Koch           | námět: Chuck Lorre, Steven Molaro a Tara Hernandez scénář: Chuck Lorre, Steven Molaro a Eric Kaplan        | 17. ledna 2019     | 18. ledna 2019 (HBO GO) 3. března 2019 (HBO 3)        | T12.16064     |
| 36           | 14        | David, Goliath, and a Yoo-hoo from the Back           | David, Goliáš a čokomlíko zezadu                 | Jaffar Mahmood       | námět: Chuck Lorre, Jeremy Howe a Stacey Pulwer scénář: Steven Molaro, Maria Ferrari a Tara Hernandez      | 31. ledna 2019     | 1. února 2019 (HBO GO) 10. března 2019 (HBO 3)        | T12.16063     |
| 37           | 15        | A Math Emergency and Perky Palms                      | Matematická naléhavost a vzrostlé palmy          | Jaffar Mahmood       | námět: Chuck Lorre a Steven Molaro scénář: Tara Hernandez, Jeremy Howe a Connor Kilpatrick                 | 7. února 2019      | 8. února 2019 (HBO GO) 17. března 2019 (HBO 3)        | T12.16065     |
| 38           | 16        | A Loaf of Bread and a Grand Old Flag                  | Bochník chleba a stará dobrá vlajka              | Alex Reid            | námět: Chuck Lorre a Steven Molaro scénář: Tara Hernandez, Jeremy Howe a Connor Kilpatrick                 | 21. února 2019     | 22. února 2019 (HBO GO) 24. března 2019 (HBO 3)       | T12.16066     |
| 39           | 17        | Albert Einstein and the Story of Another Mary         | Albert Einstein a příběh o jiné Mary             | Beth McCarthy Miller | námět: Chuck Lorre, Steven Molaro a Eric Kaplan scénář: Chuck Lorre, Steven Molaro a Steve Holland         | 7. března 2019     | 8. března 2019 (HBO GO) 31. března 2019 (HBO 3)       | T12.16067     |
| 40           | 18        | A Perfect Score and a Bunsen Burner Marshmallow       | Stoprocentní skóre a opékání nad kahanem         | Chris Koch           | námět: Chuck Lorre, David Bickel a Tara Hernandez scénář: Steven Molaro, Eric Kaplan a Jeremy Howe         | 4. dubna 2019      | 5. dubna 2019 (HBO GO) 19. května 2019 (HBO 3)        | T12.16068     |
| 41           | 19        | A Political Campaign and a Candy Land Cheater         | Politická kampaň a švindlování při stolní hře    | Jude Weng            | námět: Chuck Lorre, Damir Konjicija a Dario Konjicija scénář: Steven Molaro, David Bickel a Steve Holland  | 25. dubna 2019     | 26. dubna 2019 (HBO GO) 26. května 2019 (HBO 3)       | T12.16069     |
| 42           | 20        | A Proposal and a Popsicle Stick Cross                 | Nabídka k sňatku a kříž z dřívek od nanuků       | Jaffar Mahmood       | námět: Chuck Lorre, David Bickel a Steve Holland scénář: Steven Molaro, Tara Hernandez a Jeremy Howe       | 2. května 2019     | 3. května 2019 (HBO GO) 2. června 2019 (HBO 3)        | T12.16070     |
| 43           | 21        | A Broken Heart and a Crock Monster                    | Zlomené srdce a krokomonstrum                    | Alex Reid            | námět: Chuck Lorre, Damir Konjicija a Dario Konjicija scénář: Steven Molaro, Tara Hernandez a Jeremy Howe  | 9. května 2019     | 10. května 2019 (HBO GO) 9. června 2019 (HBO 3)       | T12.16071     |
| 44           | 22        | A Swedish Science Thing and the Equation for Toast    | Švédské vědecké cosi a rovnice s toastem         | Jaffar Mahmood       | námět: Chuck Lorre, Damir Konjicija a Dario Konjicija scénář: Steven Molaro, Eric Kaplan a Tara Hernandez  | 16. května 2019    | 17. května 2019 (HBO GO) 16. června 2019 (HBO 3)      | T12.16072     |

### Třetí řada (2019–2020)
| Č. v seriálu | Č. v řadě | Původní název                                            | Český název                                           | Režie             | Scénář | Premiéra v USA     | Premiéra v ČR                                         | Produkční kód |
| ------------ | --------- | -------------------------------------------------------- | ----------------------------------------------------- | ----------------- | --- | ------------------ | ----------------------------------------------------- | ------------- |
| 45           | 1         | Quirky Eggheads and Texas Snow Globes                    | Potrhlí intoušové a texaská sněžítka                  | Jaffar Mahmood    | námět: Chuck Lorre, Tara Hernandez a Jeremy Howe scénář: Steven Molaro, Steve Holland a Maria Ferrari        | 26. září 2019      | 27. září 2019 (HBO GO) 9. listopadu 2019 (HBO 3)      | T12.16451     |
| 46           | 2         | A Broom Closet and Satan's Monopoly Board                | Úklidový kumbál a satanské monopoly                   | Alex Reid         | námět: Chuck Lorre, Steven Molaro a Steve Holland scénář: Tara Hernandez, Jeremy Howe a Connor Kilpatrick    | 3. října 2019      | 4. října 2019 (HBO GO) 16. listopadu 2019 (HBO 3)     | T12.16452     |
| 47           | 3         | An Entrepreneurialist and a Swat on the Bottom           | Podnikatelista a naplácaný zadek                      | Mark Cendrowski   | námět: Steve Holland, Maria Ferrari a Connor Kilpatrick scénář: Steven Molaro, Eric Kaplan a Jeremy Howe     | 10. října 2019     | 11. října 2019 (HBO GO) 23. listopadu 2019 (HBO 3)    | T12.16453     |
| 48           | 4         | Hobbitses, Physicses and a Ball with Zip                 | Hobitci, fyzišky a švihnutí míčkem                    | Jaffar Mahmood    | námět: Steven Molaro, Eric Kaplan a Tara Hernandez scénář: Steven Holland, Maria Ferrari a Connor Kilpatrick | 17. října 2019     | 18. října 2019 (HBO GO) 30. listopadu 2019 (HBO 3)    | T12.16454     |
| 49           | 5         | A Pineapple and the Bosom of Male Friendship             | Ananas a útěcha na mužské hrudi                       | Alex Reid         | námět: Chuck Lorre, Steve Holland a Maria Ferrari scénář: Steven Molaro, Tara Hernandez a Jeremy Howe        | 24. října 2019     | 25. října 2019 (HBO GO) 7. prosince 2019 (HBO 3)      | T12.16455     |
| 50           | 6         | A Parasol and a Hell of an Arm                           | Parazol a setsakra trefa                              | Chris Koch        | námět: Chuck Lorre, Eric Kaplan a Jeremy Howe scénář: Steven Molaro, Steve Holland a Connor Kilpatrick       | 7. listopadu 2019  | 8. listopadu 2019 (HBO GO) 14. prosince 2019 (HBO 3)  | T12.16456     |
| 51           | 7         | Pongo Pygmaeus and Culture that Encourages Spitting      | Orangutan bornejský a kultura podněcující pokřikování | Jaffar Mahmood    | námět: Chuck Lorre, Steven Molaro a Steve Holland scénář: Maria Ferrari, Tara Hernandez a Jeremy Howe        | 14. listopadu 2019 | 15. listopadu 2019 (HBO GO) 21. prosince 2019 (HBO 3) | T12.16457     |
| 52           | 8         | The Sin of Greed and a Chimichanga from Chi-Chi's        | Hřích lakomství a Chimichanga                         | Chris Koch        | námět: Eric Kaplan, Maria Ferrari a Jeremy Howe scénář: Steven Molaro, Steve Holland a Connor Kilpatrick     | 21. listopadu 2019 | 22. listopadu 2019 (HBO GO) 28. prosince 2019 (HBO 3) | T12.16458     |
| 53           | 9         | A Party Invitation, Football Grapes and an Earth Chicken | Pozvání na oslavu, hrozny k fotbalu a pozemský kur    | Jaffar Mahmood    | námět: Steven Molaro, Steve Holland a Tara Hernandez scénář: Eric Kaplan, Maria Ferrari a Jeremy Howe        | 5. prosince 2019   | 6. prosince 2019 (HBO GO) 29. února 2020 (HBO 3)      | T12.16459     |
| 54           | 10        | Teenager Soup and a Little Ball of Fib                   | Polévka mládeže a klubíčko lží                        | Nikki Lorre       | námět: Eric Kaplan, Maria Ferrari a Tara Hernandez scénář: Steven Molaro, Steve Holland a Connor Kilpatrick  | 12. prosince 2019  | 13. prosince 2019 (HBO GO) 7. března 2020 (HBO 3)     | T12.16460     |
| 55           | 11        | A Live Chicken, a Fried Chicken and Holy Matrimony       | Živá drůbež, mrtvá drůbež a svátost manželská         | Alex Reid         | námět: Steven Molaro, Steve Holland a Yael Glouberman scénář: Maria Ferrari, Tara Hernandez a Jeremy Howe    | 9. ledna 2020      | 10. ledna 2020 (HBO GO) 14. března 2020 (HBO 3)       | T12.16461     |
| 56           | 12        | Body Glitter and a Mall Safety Kit                       | Tělový lesk a batoh přežití                           | Lea Thompson      | námět: Steven Molaro, Steve Holland a Eric Kaplan scénář: Maria Ferrari, Tara Hernandez a Connor Kilpatrick  | 16. ledna 2020     | 17. ledna 2020 (HBO GO) 21. března 2020 (HBO 3)       | T12.16462     |
| 57           | 13        | Contracts, Rules and a Little Bit of Pig Brains          | Smlouvy, pravidla a ždibec prasečího mozečku          | Jaffar Mahmood    | námět: Chuck Lorre, Eric Kaplan a Maria Ferrari scénář: Steven Molaro, Steve Holland a Connor Kilpatrick     | 30. ledna 2020     | 31. ledna 2020 (HBO GO) 28. března 2020 (HBO 3)       | T12.16463     |
| 58           | 14        | A Slump, a Cross and Roadside Gravel                     | Smůla, křížek a štěrk u krajnice                      | Howie Deutch      | námět: Steven Molaro, Steve Holland a Connor Kilpatrick scénář: Eric Kaplan, Maria Ferrari a Tara Hernandez  | 6. února 2020      | 7. února 2020 (HBO GO) 4. dubna 2020 (HBO 3)          | T12.16464     |
| 59           | 15        | A Boyfriend's Ex-Wife and a Good Luck Head Rub           | Přítelova bývalka a podrbání pro štěstí               | Jaffar Mahmood    | námět: Steven Molaro, Steve Holland a Eric Kaplan scénář: Maria Ferrari, Tara Hernandez a Jeremy Howe        | 13. února 2020     | 14. února 2020 (HBO GO) 11. dubna 2020 (HBO 3)        | T12.16465     |
| 60           | 16        | Pasadena                                                 | Pasadena                                              | Jaffar Mahmood    | námět: Eric Kaplan, Maria Ferrari a Jeremy Howe scénář: Steven Molaro, Steve Holland a Tara Hernandez        | 20. února 2020     | 21. února 2020 (HBO GO) 18. dubna 2020 (HBO 3)        | T12.16466     |
| 61           | 17        | An Academic Crime and a More Romantic Taco Bell          | Akademický přečin a romantičtější Taco Bell           | Melissa Joan Hart | námět: Steven Molaro, Steve Holland a Maria Ferrari scénář: Tara Hernandez, Jeremy Howe a Connor Kilpatrick  | 5. března 2020     | 6. března 2020 (HBO GO) 25. dubna 2020 (HBO 3)        | T12.16467     |
| 62           | 18        | A Couple Bruised Ribs and a Cereal Box Ghost Detector    | Naražená žebra a detektor duchů z krabice lupínků     | Chris Koch        | námět: Chuck Lorre, Eric Kaplan a Connor Kilpatrick scénář: Steven Molaro, Steve Holland a Maria Ferrari     | 12. března 2020    | 13. března 2020 (HBO GO) 2. května 2020 (HBO 3)       | T12.16468     |
| 63           | 19        | A House for Sale and Serious Woman Stuff                 | Dům na prodej a vážné ženské záležitosti              | Alex Reid         | námět: Steven Molaro, Steve Holland a Maria Ferrari scénář: Eric Kaplan, Tara Hernandez a Jeremy Howe        | 2. dubna 2020      | 3. dubna 2020 (HBO GO) 9. května 2020 (HBO 3)         | T12.16469     |
| 64           | 20        | A Baby Tooth and the Egyptian God of Knowledge           | Mléčný zub a egyptský bůh vědění                      | Jaffar Mahmood    | námět: Eric Kaplan, Tara Hernandez a Jeremy Howe scénář: Steven Molaro, Steve Holland a Connor Kilpatrick    | 16. dubna 2020     | 17. dubna 2020 (HBO GO) 16. května 2020 (HBO 3)       | T12.16470     |
| 65           | 21        | A Secret Letter and a Lowly Disc of Processed Meat       | Schovaný dopis a běžné kolečko zpracovaného masa      | Alex Reid         | námět: Steven Molaro, Steve Holland a Connor Kilpatrick scénář: Maria Ferrari, Tara Hernandez a Jeremy Howe  | 30. dubna 2020     | 1. května 2020 (HBO GO) 23. května 2020 (HBO 3)       | T12.16471     |

### Čtvrtá řada (2020–2021)
| Č. v seriálu | Č. v řadě | Původní název                                                     | Český název                                      | Režie             | Scénář | Premiéra v USA     | Premiéra v ČR                                       | Produkční kód |
| ------------ | --------- | ----------------------------------------------------------------- | ------------------------------------------------ | ----------------- | --- | ------------------ | --------------------------------------------------- | ------------- |
| 66           | 1         | Graduation                                                        | Maturita                                         | Jaffar Mahmood    | námět: Eric Kaplan, Jeremy Howe a Connor Kilpatrick scénář: Steven Molaro, Steve Holland a Tara Hernandez     | 5. listopadu 2020  | 6. listopadu 2020 (HBO GO) 20. března 2021 (HBO 3)  | T12.16751     |
| 67           | 2         | A Docent, A Little Lady and a Bouncer Named Dalton                | Průvodce, mladá slečna a vyhazovač jménem Dalton | Alex Reid         | námět: Steven Molaro, Steve Holland a Tara Hernandez scénář: Maria Ferrari a Jeremy Howe & Connor Kilpatrick  | 12. listopadu 2020 | 13. listopadu 2020 (HBO GO) 27. března 2021 (HBO 3) | T12.16752     |
| 68           | 3         | Training Wheels and an Unleashed Chicken                          | Balanční kolečka a odvázané kuře                 | Jeremy Howe       | námět: Maria Ferrari, Tara Hernandez a Connor Kilpatrick scénář: Steven Molaro, Steve Holland a Eric Kaplan   | 19. listopadu 2020 | 20. listopadu 2020 (HBO GO) 3. dubna 2021 (HBO 3)   | T12.16753     |
| 69           | 4         | Bible Camp and a Chariot of Love                                  | Biblický tábor a kočár lásky                     | Jaffar Mahmood    | námět: Steven Molaro, Steve Holland a Jeremy Howe scénář: Maria Ferrari, Tara Hernandez a Connor Kilpatrick   | 3. prosince 2020   | 4. prosince 2020 (HBO GO) 10. dubna 2021 (HBO 3)    | T12.16754     |
| 70           | 5         | A Musty Crypt and a Stick to Pee On                               | Zatuchlá krypta a tyčinka na počurání            | Alex Reid         | námět: Tara Hernandez, Jeremy Howe a Connor Kilpatrick scénář: Steven Molaro, Steve Holland a Eric Kaplan     | 17. prosince 2020  | 18. prosince 2020 (HBO GO) 17. dubna 2021 (HBO 3)   | T12.16755     |
| 71           | 6         | Freshman Orientation and the Inventor of the Zipper               | Přípravný kurz a vynálezce zipu                  | Jaffar Mahmood    | námět: Steve Holland, Eric Kaplan a Tara Hernandez scénář: Steven Molaro, Jeremy Howe a Connor Kilpatrick     | 21. ledna 2021     | 22. ledna 2021 (HBO GO) 15. května 2021 (HBO 3)     | T12.16756     |
| 72           | 7         | A Philosophy Class and Worms That Can Chase You                   | Filozofie a červi, kteří po vás jdou             | Alex Reid         | námět: Tara Hernandez, Jeremy Howe a Connor Kilpatrick scénář: Steven Molaro, Steve Holland a Eric Kaplan     | 11. února 2021     | 12. února 2021 (HBO GO) 22. května 2021 (HBO 3)     | T12.16757     |
| 73           | 8         | An Existential Crisis and a Bear That Makes Bubbles               | Existenciální krize a bublifuk s hlavou médi     | Alex Reid         | námět: Steven Molaro, Eric Kaplan a Tara Hernandez scénář: Steve Holland, Jeremy Howe a Connor Kilpatrick     | 18. února 2021     | 19. února 2021 (HBO GO) 29. května 2021 (HBO 3)     | T12.16758     |
| 74           | 9         | Crappy Frozen Ice Cream and an Organ Grinder's Monkey             | Rozbředlá zmrzlina a opička flašinetáře          | Michael Judd      | námět: Steve Holland, Tara Hernandez a Yael Glouberman scénář: Steven Molaro, Connor Kilpatrick a Marie Cheng | 25. února 2021     | 26. února 2021 (HBO GO) 6. června 2021 (HBO 3)      | T12.16759     |
| 75           | 10        | Cowboy Aerobics and 473 Grease-Free Bolts                         | Kovbojský aerobik a 473 šroubů od vazelíny       | Melissa Joan Hart | námět: Eric Kaplan, Jeremy Howe a Connor Kilpatrick scénář: Steven Molaro, Steve Holland a Yael Glouberman    | 4. března 2021     | 5. března 2021 (HBO GO) 12. června 2021 (HBO 3)     | T12.16760     |
| 76           | 11        | A Pager, a Club and a Cranky Bag of Wrinkles                      | Pager, klub a vrásčitý suchar                    | {Jaffar Mahmood   | námět: Steven Molaro, Steve Holland a Eric Kaplan scénář: Tara Hernandez, Jeremy Howe a Connor Kilpatrick     | 11. března 2021    | 12. března 2021 (HBO GO) 19. června 2021 (HBO 3)    | T12.16761     |
| 77           | 12        | A Box of Treasure and the Meemaw of Science                       | Krabice pokladů a babča vědy                     | Alex Reid         | námět: Steve Holland, Tara Hernandez a Marie Cheng scénář: Steven Molaro, Jeremy Howe a Connor Kilpatrick     | 1. dubna 2021      | 2. dubna 2021 (HBO GO) 26. června 2021 (HBO 3)      | T12.16762     |
| 78           | 13        | The Geezer Bus and a New Model for Education                      | Vozítko pro starochy a nový model vzdělávání     | Melissa Joan Hart | námět: Steven Molaro, Connor Kilpatrick a Yael Glouberman scénář: Steve Holland, Eric Kaplan a Tara Hernandez | 8. dubna 2021      | 9. dubna 2021 (HBO GO) 3. července 2021 (HBO 3)     | T12.16763     |
| 79           | 14        | Mitch's Son and the Unconditional Approval of a Government Agency | Posmání a bezvýhradný souhlas vládniho institutu | Alex Reid         | námět: Eric Kaplan, Tara Hernandez a Jeremy Howe scénář: Steven Molaro, Steve Holland a Connor Kilpatrick     | 15. dubna 2021     | 16. dubna 2021 (HBO GO) 10. července 2021 (HBO 3)   | T12.16764     |
| 80           | 15        | A Virus, Heartbreak and a World of Possibilities                  | Virus, žal a svět plný možností                  | Michael Judd      | námět: Steven Molaro, Steve Holland a Connor Kilpatrick scénář: Eric Kaplan, Tara Hernandez a Jeremy Howe     | 22. dubna 2021     | 23. dubna 2021 (HBO GO) 17. července 2021 (HBO 3)   | T12.16765     |
| 81           | 16        | A Second Prodigy and the Hottest Tips for Pouty Lips              | Druhé zázračné dítě a žhavé tipy pro plné rty    | Melissa Joan Hart | námět: Steve Holland, Tara Hernandez a Jeremy Howe scénář: Steven Molaro, Connor Kilpatrick a Marie Cheng     | 29. dubna 2021     | 30. dubna 2021 (HBO GO) 24. července 2021 (HBO 3)   | T12.16766     |
| 82           | 17        | A Black Hole                                                      | Černá díra                                       | Jaffar Mahmood    | námět: Steve Holland, Jeremy Howe a Connor Kilpatrick scénář: Steven Molaro, Eric Kaplan a Tara Hernandez     | 6. května 2021     | 7. května 2021 (HBO GO) 31. července 2021 (HBO 3)   | T12.16767     |
| 83           | 18        | The Wild and Woolly World of Nonlinear Dynamics                   | Zdivočelý svět nelineární dynamiky               | Alex Reid         | námět: Eric Kaplan, Tara Hernandez a Jeremy Howe scénář: Steven Molaro, Steve Holland a Connor Kilpatrick     | 13. května 2021    | 14. května 2021 (HBO GO) 7. srpna 2021 (HBO 3)      | T12.16768     |

### Pátá řada (2021–2022)
| Č. v seriálu | Č. v řadě | Původní název                                         | Český název                                      | Režie                | Scénář | Premiéra v USA     | Premiéra v ČR | Produkční kód |
| ------------ | --------- | ----------------------------------------------------- | ------------------------------------------------ | -------------------- | --- | ------------------ | ------------- | ------------- |
| 84           | 1         | One Bad Night and Chaos of Selfish Desires            | Nevyvedený večer a Chaos sobeckých tužeb         | Alex Reid            | námět: Steve Holland, Eric Kaplan a Nick Bakay scénář: Steven Molaro, Jeremy Howe a Connor Kilpatrick          | 7. října 2021      | N/A           | T12.17201     |
| 85           | 2         | Snoopin' Around and the Wonder Twins of Atheism       | Čmuchání za zády a Obrat k ateismu               | Michael Judd         | námět: Steven Molaro, Jeremy Howe a Nadiya Chettiar scénář: Steve Holland, Connor Kilpatrick a Marie Cheng     | 14. října 2021     | N/A           | T12.17202     |
| 86           | 3         | Potential Energy and Hooch on a Park Bench            | Potenciální energie a Kořalka na lavičce v parku | Nikki Lorre          | námět: Steve Holland, Marie Cheng a Yael Glouberman scénář: Steven Molaro, Eric Kaplan a Nick Bakay            | 21. října 2021     | N/A           | T12.17203     |
| 87           | 4         | Pish Posh and a Secret Back Room                      | Láryfáry a Tajná místnost                        | Alex Reid            | námět: Steven Molaro, Nick Bakay a Nadiya Chettiar scénář: Steve Holland, Jeremy Howe a Connor Kilpatrick      | 28. října 2021     | N/A           | T12.17204     |
| 88           | 5         | Stuffed Animals and A Sweet Southern Syzygy           | Plyšová zvířátka a Milá jižanská syzygie         | Jeremy Howe          | námět: Steve Holland, Eric Kaplan a Connor Kilpatrick scénář: Steven Molaro, Nadiya Chettiar a Yael Glouberman | 4. listopadu 2021  | N/A           | T12.17205     |
| 89           | 6         | Money Laundering and a Cascade of Hormones            | Praní peněz a Příval hormonů                     | Nikki Lorre          | námět: Steven Molaro, Eric Kaplan a Jeremy Howe scénář: Steve Holland, Nick Bakay a Marie Cheng                | 11. listopadu 2021 | N/A           | T12.17206     |
| 90           | 7         | An Introduction to Engineering and a Glob of Hair Gel | Úvod do inženýrství a Kapka tužidla              | Jaffar Mahmood       | námět: Steve Holland, Nick Bakay a Yael Glouberman scénář: Steven Molaro, Jeremy Howe a Connor Kilpatrick      | 18. listopadu 2021 | N/A           | T12.17207     |
| 91           | 8         | The Grand Chancellor and a Den of Sin                 | Velekancléř a Doupě hříchu                       | Alex Reid            | námět: Steven Molaro, Nick Bakay a Connor Kilpatrick scénář: Steve Holland, Eric Kaplan a Nadiya Chettiar      | 2. prosince 2021   | N/A           | T12.17208     |
| 92           | 9         | The Yips and an Oddly Hypnotic Bohemian               | Šprajc a Zvláštně hypnotický bohém               | Kabir Akhtar         | námět: Jeremy Howe, Marie Cheng a Ben Slaughter scénář: Nick Bakay, Yael Glouberman a Alex Ayers               | 9. prosince 2021   | N/A           | T12.17209     |
| 93           | 10        | An Expensive Glitch and a Goof-Off Room               | Drahá závada a Sprostí ulejváci                  | Melissa Joan Hart    | námět: Steve Holland, Eric Kaplan a Jeremy Howe scénář: Steven Molaro, Nadiya Chettiar a Connor Kilpatrick     | 6. ledna 2022      | N/A           | T12.17210     |
| 94           | 11        | A Lock-In, a Weather Girl and a Disgusting Habit      | Noc jinde, Rosnička a Odporný zlozvyk            | Alex Reid            | námět: Steven Molaro, Nick Bakay a Connor Kilpatrick scénář: Steve Holland, Jeremy Howe a Marie Cheng          | 13. ledna 2022     | N/A           | T12.17211     |
| 95           | 12        | A Pink Cadillac and a Glorious Tribal Dance           | Růžový Cadillac a Rituální tanec                 | Beth McCarthy-Miller | námět: Steve Holland, Nick Bakay a Yael Glouberman scénář: Steven Molaro, Eric Kaplan a Nadiya Chettiar        | 20. ledna 2022     | N/A           | T12.17212     |
| 96           | 13        | A Lot of Band-Aids and the Cooper Surrender           | Spousta náplastí a Cooperova kapitulace          | Jaffar Mahmood       | námět: Steven Molaro, Jeremy Howe a Marie Cheng scénář: Steve Holland, Nick Bakay a Connor Kilpatrick          | 27. ledna 2022     | N/A           | T12.17213     |
| 97           | 14        | A Free Scratcher and Feminine Wiles                   | Stírací los a Ženské nástrahy                    | Michael Judd         | námět: Steve Holland, Eric Kaplan a Nadiya Chettiar scénář: Steven Molaro, Jeremy Howe a Connor Kilpatrick     | 24. února 2022     | N/A           | T12.17214     |
| 98           | 15        | A Lobster, an Armadillo and a Way Bigger Number       | Humr, Pásovec a Mnohem větší číslo               | Alex Reid            | námět: Steven Molaro, Nick Bakay a Jeremy Howe scénář: Steven Holland, Eric Kaplan a Marie Cheng               | 3. března 2022     | N/A           | T12.17215     |
| 99           | 16        | A Suitcase Full of Cash and a Yellow Clown Car        | Kufřík plný peněz a Žluté klaunské auto          | Jaffar Mahmood       | námět: Steve Holland, Nadiya Chettiar a Connor Kilpatrick scénář: Steven Molaro, Nick Bakay a Yael Glouberman  | 10. března 2022    | N/A           | T12.17216     |
| 100          | 17        | A Solo Peanut, a Social Butterfly and the Truth       | Sólo burák, Sociální tvor a Pravda               | Alex Reid            | námět: Chuck Lorre, Jeremy Howe a Eric Kaplan scénář: Steven Molaro, Steve Holland a Connor Kilpatrick         | 31. března 2022    | N/A           | T12.17217     |
| 101          | 18        | Babies, Lies and a Resplendent Cannoli                | Děti, Lži a Senzační kremrole                    | Shiri Appleby        | námět: Steven Molaro, Nick Bakay a Connor Kilpatrick scénář: Steve Holland, Jeremy Howe a Marie Cheng          | 14. dubna 2022     | N/A           | T12.17218     |
| 102          | 19        | A God-Fearin' Baptist and a Hot Trophy Husband        | Bohabojný baptista a Sexy výstavní manžel        | Alex Reid            | námět: Nick Bakay, Nadiya Chettiar a Yael Glouberman scénář: Chuck Lorre, Steven Molaro a Steve Holland        | 21. dubna 2022     | N/A           | T12.17219     |
| 103          | 20        | Uncle Sheldon and a Hormonal Firecracker              | Strýček Sheldon a Hormonální bouřlivák           | Shiri Appleby        | námět: Steve Holland, Eric Kaplan a Jeremy Howe scénář: Steven Molaro, Nick Bakay a Connor Kilpatrick          | 28. dubna 2022     | N/A           | T12.17220     |
| 104          | 21        | White Trash, Holy Rollers and Punching People         | Bílá spodina, Pánbíčkáři a Rozdávání ran         | Jeremy Howe          | námět: Nick Bakay, Connor Kilpatrick a Marie Cheng scénář: Chuck Lorre, Steven Molaro a Steve Holland          | 12. května 2022    | N/A           | T12.17221     |
| 105          | 22        | A Clogged Pore, a Little Spanish and the Future       | Ucpaný pór, Trocha španělštiny a Budoucnost      | Alex Reid            | námět: Steve Holland, Eric Kaplan a Yael Glouberman scénář: Steven Molaro, Nick Bakay a Nadiya Chettiar        | 19. května 2022    | N/A           | T12.17222     |

### Šestá řada (2022–2023)
| Č. v seriálu | Č. v řadě | Původní název                                                | Český název                                             | Režie                | Scénář | Premiéra v USA     | Premiéra v ČR | Produkční kód |
| ------------ | --------- | ------------------------------------------------------------ | ------------------------------------------------------- | -------------------- | --- | ------------------ | ------------- | ------------- |
| 106          | 1         | Four Hundred Cartons of Undeclared Cigarettes and a Niblingo | Čtyři sta kartonů neproclených cigaret a Synovnice      | Alex Reid            | námět: Chuck Lorre a Nick Bakay a Jeremy Howe scénář: Steven Molaro a Steve Holland a Connor Kilpatrick          | 29. září 2022      | N/A           | T12.17701     |
| 107          | 2         | Future Worf and the Margarita of the South Pacific           | Worf z budoucnosti a Margarita jižního pacifiku         | Beth McCarthy-Miller | námět: Steve Holland a Nick Bakay a Yael Glouberman scénář: Steven Molaro a Eric Kaplan a Nadiya Chettiar        | 6. října 2022      | N/A           | T12.17702     |
| 108          | 3         | Passion's Harvest and a Sheldocracy                          | Vášeň na seně a Sheldokracie                            | Jeremy Howe          | námět: Chuck Lorre a Steven Molaro a Connor Kilpatrick scénář: Steve Holland a Nick Bakay a Marie Cheng          | 13. října 2022     | N/A           | T12.17703     |
| 109          | 4         | Blonde Ambition and the Concept of Zero                      | Blonďatá ctižádost a Pojetí nuly                        | Shiri Appleby        | námět: Steve Holland a Eric Kaplan a Nadiya Chettiar scénář: Steven Molaro a Jeremy Howe a Connor Kilpatrick     | 20. října 2022     | N/A           | T12.17704     |
| 110          | 5         | A Resident Advisor and the Word 'Sketchy'                    | Kolejní poradce a Jižní riviéra                         | Alex Reid            | námět: Chuck Lorre a Steve Holland a Nick Bakay scénář: Steven Molaro a Jeremy Howe a Yael Glouberman            | 27. října 2022     | N/A           | T12.17705     |
| 111          | 6         | An Ugly Car, an Affair and Some Kickass Football             | Ošklivý auto, Nevěra a Pořádnej fotbal                  | Nikki Lorre          | námět: Steve Holland a Steven Molaro a Connor Kilpatrick scénář: Eric Kaplan a Nadiya Chettiar a Marie Cheng     | 3. listopadu 2022  | N/A           | T12.17706     |
| 112          | 7         | A Tougher Nut and a Note on File                             | Tvrdší oříšek a Zamluvený komiks                        | Michael Judd         | námět: Jeremy Howe a Yael Glouberman a Ben Slaughter scénář: Steve Holland a Steven Molaro a Nick Bakay          | 10. listopadu 2022 | N/A           | T12.17707     |
| 113          | 8         | Legalese and a Whole Hoo-Ha                                  | Právnická hantýrka a Cizí intimní partie                | Alex Reid            | námět: Steve Holland a Nick Bakay a Eric Kaplan scénář: Steven Molaro a Jeremy Howe a Connor Kilpatrick          | 8. prosince 2022   | N/A           | T12.17708     |
| 114          | 9         | College Dropouts and the Medford Miracle                     | Odchod ze školy a Medfordský zázrak                     | Nikki Lorre          | námět: Steven Molaro a Connor Kilpatrick a Marie Cheng scénář: Steve Holland a Nadiya Chettiar a Yael Glouberman | 5. ledna 2023      | N/A           | T12.17709     |
| 115          | 10        | Pancake Sunday and Textbook Flirting                         | Palačinková neděle a Ukázkové flirtování                | Jaffar Mahmood       | námět: Steve Holland a Nick Bakay a Jeremy Howe scénář: Steven Molaro a Eric Kaplan a Connor Kilpatrick          | 12. ledna 2023     | N/A           | T12.17710     |
| 116          | 11        | Ruthless, Toothless, and a Week of Bed Rest                  | Sálový počítač, Zábrany a Týden klidu na lůžku          | Alex Reid            | námět: Steven Molaro a Eric Kaplan a Nadiya Chettiar scénář: Steve Holland a Jeremy Howe a Marie Cheng           | 2. února 2023      | N/A           | T12.17711     |
| 117          | 12        | A Baby Shower and a Testosterone-Rich Banter                 | Předporodní oslava a Testosteronem nabitá debata        | Jeremy Howe          | námět: Steve Holland a Steven Molaro a Connor Kilpatrick scénář: Eric Kaplan a Nadiya Chettiar a Yael Glouberman | 9. února 2023      | N/A           | T12.17712     |
| 118          | 13        | A Frat Party, a Sleepover and the Mother of All Blisters     | Studentský mejdan a Rodičovské chyby a Puchýř jako hrom | Jason Alexander      | námět: Chuck Lorre a Steve Holland a Nick Bakay scénář: Steven Molaro a Jeremy Howe a Connor Kilpatrick          | 16. února 2023     | N/A           | T12.17713     |
| 119          | 14        | A Launch Party and a Whole Human Being                       | Oslava bez dárků a Celý člověk                          | Alex Reid            | námět: Steven Molaro a Connor Kilpatrick a Marie Cheng scénář: Steve Holland a Jeremy Howe a Nadiya Chettiar     | 2. března 2023     | N/A           | T12.17714     |
| 120          | 15        | Teen Angst and a Smart-Boy Walk of Shame                     | Mladistvá úzkost a Ulička hanby                         | Shiri Appleby        | námět: Steve Holland a Nick Bakay a Connor Kilpatrick scénář: Steven Molaro a Nadiya Chettiar a Yael Glouberman  | 9. března 2023     | N/A           | T12.17715     |
| 121          | 16        | A Stolen Truck and Going on the Lam                          | Ukradené auto a Zdrhání z domova                        | Ruby Stillwater      | námět: Steven Molaro a Eric Kaplan a Jeremy Howe scénář: Steve Holland a Connor Kilpatrick a Marie Cheng         | 30. března 2023    | N/A           | T12.17716     |
| 122          | 17        | A German Folk Song and an Actual Adult                       | Německá lidovka a Konečně dospělý                       | Kabir Akhtar         | námět: Steve Holland a Jeremy Howe a Nadiya Chettiar scénář: Steven Molaro, Eric Kaplan a Yael Glouberman        | 13. dubna 2023     | N/A           | T12.17717     |
| 123          | 18        | Little Green Men and a Fella's Marriage Proposal             | Malí zelení mužíčci a Nabídka k sňatku                  | Matthew A. Cherry    | námět: Steven Molaro a Jeremy Howe a Marie Cheng scénář: Steve Holland a Eric Kaplan a Nadiya Chettiar           | 27. dubna 2023     | N/A           | T12.17718     |
| 124          | 19        | A New Weather Girl and a Stay-at-Home Coddler                | Nová rosnička a Rozmazlování v domácnosti               | Alex Reid            | námět: Steve Holland a Eric Kaplan a Yael Glouberman scénář: Steven Molaro a Jeremy Howe a Connor Kilpatrick     | 4. května 2023     | N/A           | T12.17719     |
| 125          | 20        | German for Beginners and a Crazy Old Man with a Bat          | Němčina pro začátečníky a Dědek s pálkou                | Nikki Lorre          | námět: Steven Molaro a Jeremy Howe a Connor Kilpatrick scénář: Steve Holland a Nadiya Chettiar a Marie Cheng     | 11. května 2023    | N/A           | T12.17720     |
| 126          | 21        | A Romantic Getaway and a Germanic Meat-Based Diet            | Romantický výlet a Německá masitá strava                | Michael Judd         | námět: Steve Holland a Jeremy Howe a Connor Kilpatrick scénář: Steven Molaro a Eric Kaplan a Yael Glouberman     | 18. května 2023    | N/A           | T12.17721     |
| 127          | 22        | A Tornado, a 10-Hour Flight and a Darn Fine Ring             | Tornádo, Desetihodinový let a Vážně parádní prstýnek    | Alex Reid            | námět: Steven Molaro a Jeremy Howe a Nadiya Chettiar scénář: Steve Holland a Connor Kilpatrick a Ben Slaughter   | 18. května 2023    | N/A           | T12.17722     |

### Sedmá řada (2023–2024)
Dne 30. března 2021 stanice CBS obnovila seriál pro pátou, šestou a sedmou řadu seriálu.